# American Werewolves
«American Werewolves» — американская рок-группа. Основана в 1998 году Тревором Моментом (вокал), Тони Скэмбони (бас-гитара), Бренданом Лессом (гитара) и ударником Нэйтом 68 (настоящая фамилия этого участника не указана даже на официальном сайте группы).

## Выпущенные альбомы

### We Won’t Stay Dead
Дебютный альбом группы был записан в 2004 году. В большинстве музыкального материала заметно «заигрывание» со звуковыми эффектами, свойственными фильмам ужасов 80-х годов. Особенно это проявляется во вступлениях к песням «Teenage ghouls Out for blood» и «House on haunted hill».
В целом, альбом оказался достаточно удачным для дебютной работы. Тематика текстов, грубый хриплый вокал, простая мелодическая составляющая при плотном, «шумовом» звуке и общий стиль, были заданы именно этим альбомом и остаются неизменными и по сей день.

### 1968
Менее чем через год после «We Won’t Stay Dead» American Werewolves записали следующий альбом, получивший название «1968». Не показав ничего принципиально нового, группа тем не менее сумела вывести свежую «пластинку» на недоступный прежде качественный уровень. Значительно улучшилось звучание («We Won’t Stay Dead» был записан чуть ли не в гараже, что не могло не сказаться на качестве записи), звук стал чище, появился бэк-вокал. Голос Брэндана стал ещё более убедительным и профессиональным.

### The Lonely Ones
Следующий (и на данный момент последний) альбом группы увидел свет спустя целых три года после «1968». Тематика произведений особых изменений не претерпела, однако углубилась в смысловом отношении. Это особенно хорошо заметно на примере песен «Newer seen by waking eyes», «Undying love» и «In the haunted lives», где образу уже знакомого лирического героя приданы романтические и философские черты.
Впрочем, ничего кардинально нового в дискографию «American Werewolves» альбом не внёс, оставшись не более чем качественной, но неоригинальной работой.

### Wanderers Forever
В 2010 году группа записывает альбом под названием "Wanderers Forever"

## Дискография
- Rock-A-Die Demo
- The Atom Age Demo
- We Won’t Stay Dead (2004)
- 1968 (2005)
- The Lonely Ones (2008)
- American Werewolves/Phantom Pains Split 7
- Wanderers Forever (2010)

## Песни на альбомах и демодисках

### Демодиски
- Rock-A-Die Demo

1. «Rock-A-Die»
2. «Livin A Zombie Dream»
3. «Diana» or «Die-ana»
4. «Little Red Ridin' Hood» (кавер-версия песни группы Sam the Sham and the Pharoahs)

- The Atom Age Demo

1. «Beware»
2. «Teenage Ghouls Out For Blood»
3. «Atom Age Vampire»
4. «I Spit On Your Grave»
5. «The Undead»
6. «Why Monster Why?»
7. «Rock-A-Die»
8. «House On The Haunted Hill»

### Альбомы
- We Won’t Stay Dead (2004)

1. «Beware»
2. «Teenage Ghouls Out For Blood»
3. «The Day the Earth Stood Still»
4. «Thing That Wouldn’t Die»
5. «Atom Age Vampire»
6. «Monster Movie»
7. «Destroy All Monsters»
8. «I Drink Your Blood»
9. «Why Monster Why»
10. «We Won’t Stay Dead»
11. «The Undead»
12. «House On The Haunted Hill»
13. «They Died Crawling»
14. «Little Red Ridin Hood» (Присутствует только на европейской версии альбома).

- 1968 (2005)

1. «Untamed Youth»
2. «American Werewolves»
3. «Nothing In The Dark»
4. «1968»
5. «For Your Blood»
6. «The Devils Hand»
7. «The Dead Alive (The Dead Have Eyes)»
8. «A Kiss For The Dying»
9. «Monster Movie»
10. «Hush, Hush Sweet Charlotte»
11. «Rock-A-Die Baby»
12. «I Spit On Your Grave»
13. «Scream A Little Scream»

- The Lonely Ones (2008)

1. «For The Cursed»
2. «Violent Years»
3. «Late At Nite»
4. «Never Seen By Walking Eyes»
5. «The Lonely Ones»
6. «In Haunted Lives»
7. «Die For Me»
8. «The Lonely And The Lost»
9. «Devils Angels»
10. «If We Were Dead»
11. «The Other Hell»
12. «Undying Love»
13. «Blood On The Moon»
14. «Untiteled»

- Wanderers Forever (2010)

1. Wanderers Forever
2. Nothing To Lose
3. Kings Of The Cleveland Streets
4. Final Warning
5. It Ends With You
6. Cold Night
7. Danny Boy
8. Coffin Brothers
9. Lost Angel
10. Lonely Are The Brave
11. Odds Against Tomorrow
12. The Contender
13. The Blood Stays On The Blade

### Сплит-диски
- American Werewolves/Phantom Pains Split 7"

1. «Inside (PP)»
2. «The Light (PP)»
3. «Nightbreed (PP)»
4. «We Won’t Stay Dead (AW)»
5. «The Undead (AW)»
6. «Thing That Wouldn’t Die (AW)»